# 潭江

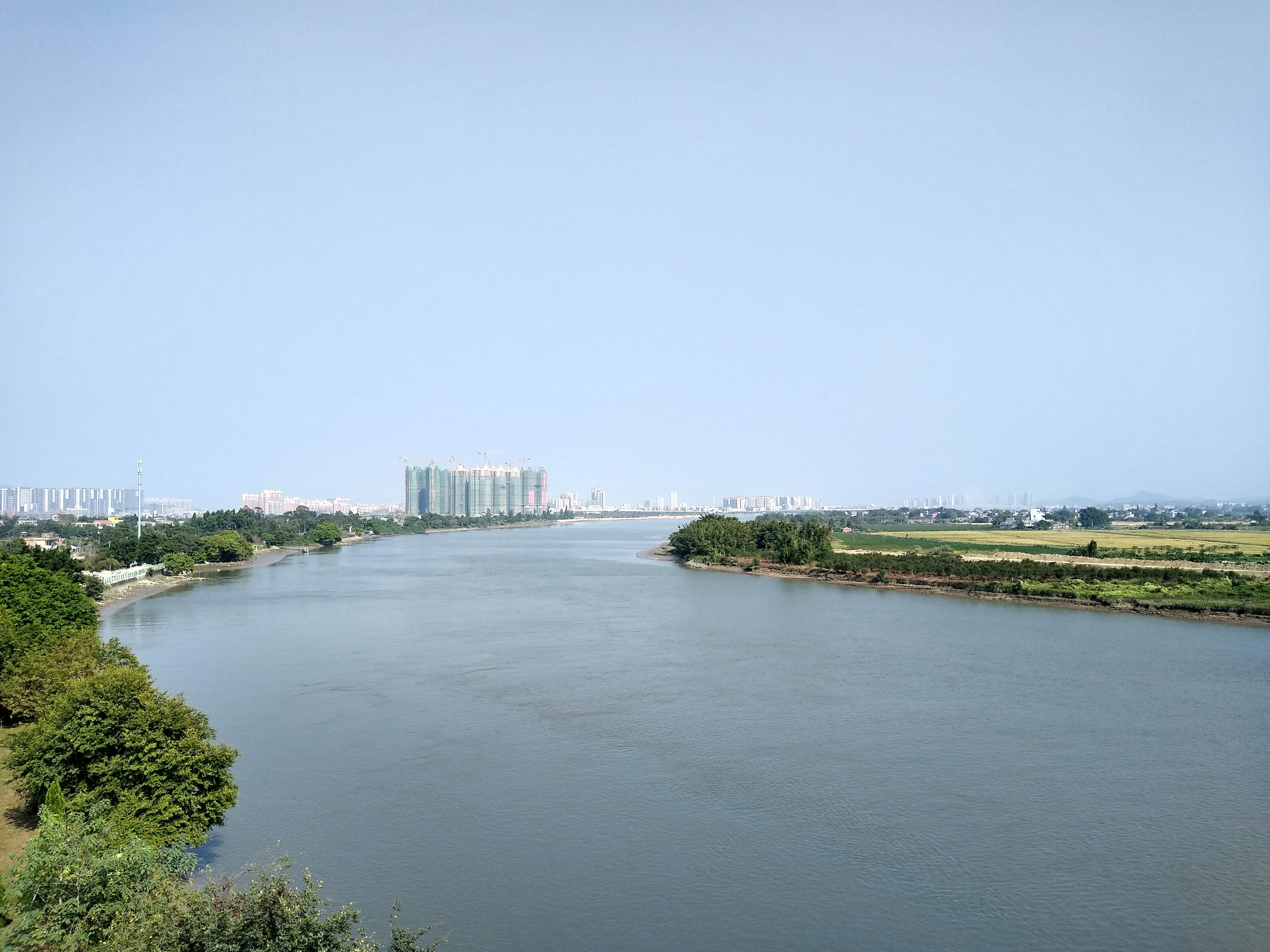
潭江开平段

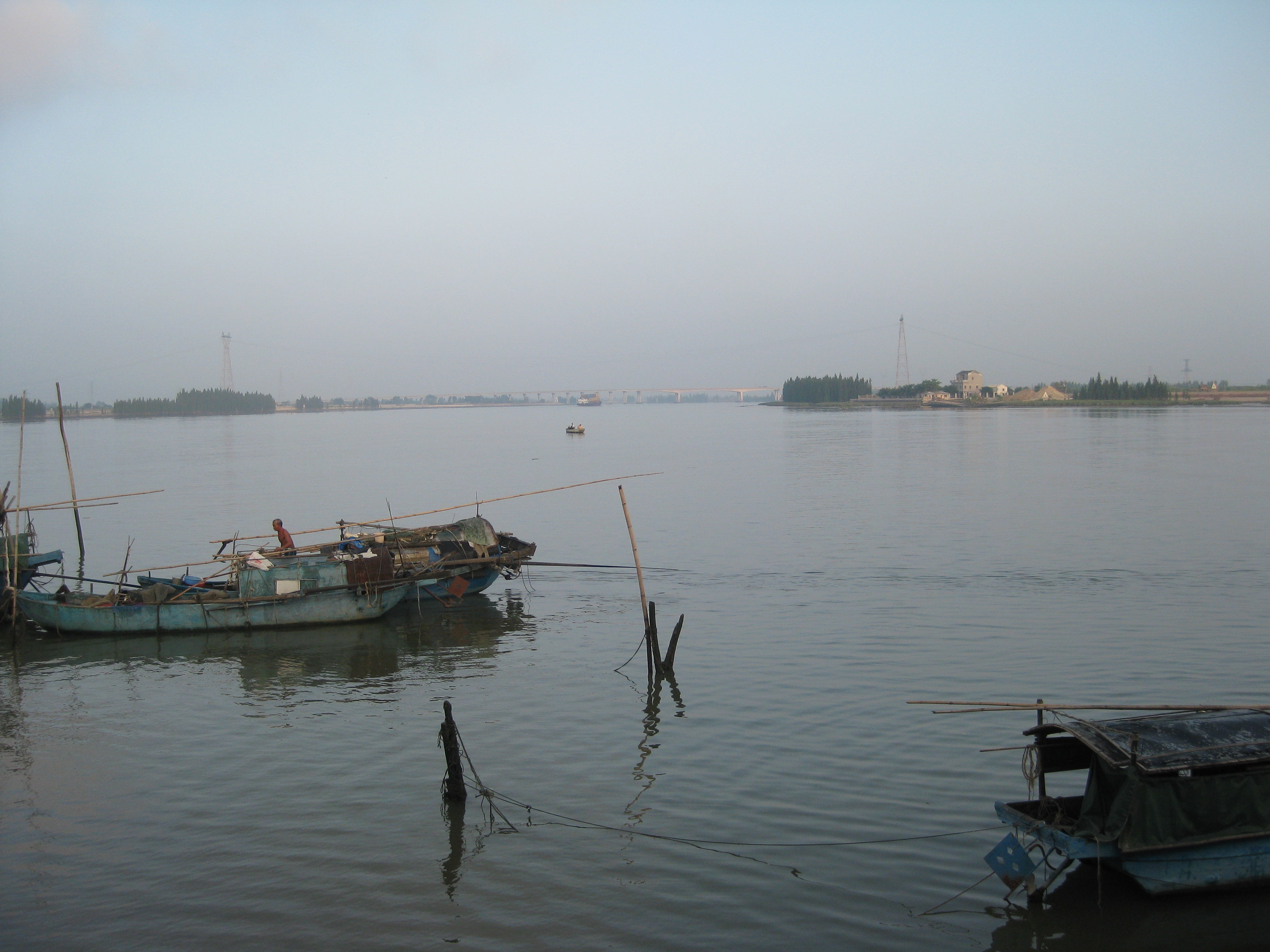
潭江新会牛湾段

潭江发源於廣東省陽江市牛圍嶺，流經恩平、開平、台山、新會，最後在會城注入大廣海灣經濟區銀洲湖出崖門水道入海，被稱為新會的母親河。南北朝時期，潭江稱為封水. ( 資料來源： 祝鵬，<廣東省廣州市佛山地區韶關地區沿革地理> )，河流長248公里，集水面積達5068平方公里。潭江的恩平段又被稱為錦江河。其中，銀洲湖水面壯闊，是八百年前宋元海戰的所在地。由于長年的泥沙沖積和圍墾造地，銀洲湖兩岸的廣闊區域在數百年間已演變為陸地，其實際水域已比數百年前大幅縮小。
潭江上游開平段設有孔雀湖國家濕地公園，潭江下游新會段設有牛勒水廠，抽取並處理潭江江水，為新會區提供自來水。潭江是江門市(恩平、開平及新會)的主要排水通道，工業、農業和生活污水都排進潭江；加上潭江本身徑流量不大，自淨能力較弱；以及潭江下游容易受鹹潮上溯影響水質，所以牛勒水廠從2006年停止日常供水，僅作應急之用。牛勒水廠停用後，新會主城區主要依賴江門水廠調撥經處理的西江水。2016年古兜山東方紅水庫供水工程陸續完成，開始為新會主城區提供自來水。

## 橋樑及隧道

### 新會段
- 崖門大橋
- 銀洲湖特大橋(已通车)
- 小岡大橋
- 七堡大橋
- 牛灣大橋
- 银鹭大桥

### 台山段
- 公益大橋
- 黄茅海通道

### 開平段
- 金山大橋
- 開平大橋
- 潭江大橋
- 荻龍橋
- 三埠大橋
- 江南大橋
- 百合大橋
- 合山橋
- 鎮前橋
- 在建：赤坎特大橋、潭江特大桥

### 恩平段
- 錦江特大橋
- 君堂大橋
- 綿湖大橋
- 錦江大橋
- 恩東大橋
- 古塔大橋(在建)
- 鰲峰大橋
- 恩平大橋
- 錦電雙橋
- 團結大橋
- 先鋒橋